# Noah Sahsah
Noah Donovan Sahsah (* 8. Juli 2005) ist ein dänischer Fußballspieler. Er ist Nachwuchsnationalspieler der Skandinavier.

## Hintergrund
Noah Sahsah stammt aus Dänemark, aber er hat auch marokkanische Wurzeln.

## Karriere

### Verein
Der Kjøbenhavns Boldklub war einer der erfolgreichsten dänischen Vereine und tat sich 1992 mit B 1903 Kopenhagen zum FC Kopenhagen zusammen, wobei die Jugendmannschaften beider Vereine weiterhin bestehen. Noah Sahsah spielte für Kjøbenhavns Boldklub seit seinem sechsten Lebensjahr und durchlief in der dänischen Hauptstadt Kopenhagen alle Jugendmannschaften, bevor er am 17. März 2022 im Alter von 16 Jahren zu seinem Profidebüt kam. Dabei wurde er 0:4-Niederlage des FC Kopenhagen im Rückspiel im Achtelfinale der Conference League gegen den niederländischen Spitzenclub PSV Eindhoven nach 75 Spielminuten für den ebenfalls im Jahr 2005 geborenen Roony Bardghji eingewechselt. Der Verein aus der dänischen Hauptstadt, der seit seinem Bestehen zu den größten dänischen Klubs gehört, schied nach Hin- und Rückspiel mit insgesamt 4:8 aus dem Wettbewerb aus. Dieses Spiel war für Sahsah sein einziger Einsatz in dieser Spielzeit, denn Spielpraxis sammelte er ansonsten in der Jugend. Mit der U19-Mannschaft nahm er in der folgenden Saison an der UEFA Youth League teil und traf dort dabei in der Gruppenphase auf die Alterskollegen von Borussia Dortmund, des FC Sevilla sowie von Manchester City. Noah Sahsah kam in jedem Spiel zum Einsatz und erzielte insgesamt vier Tore. In dieser Spielzeit war er auch zu Einsätzen für die zweite Mannschaft gekommen und hatte am 9. November 2022 auch seinen einzigen Saisonauftritt für die Profimannschaft, als er im Spiel im dänischen Pokal bei Thisted FC, welches die favorisierten Kopenhagener mit 3:1 nach Verlängerung gewannen, eingesetzt wurde. Allerdings gehörte Sahsah auch im Laufe der Spielzeit einige Mal zum Kader der Profimannschaft in der Superliga, erstmals beim Derby bei Brøndby IF am 16. Oktober 2022. Der FC Kopenhagen kam in dieser Saison zum Gewinn des Doubles, wobei der Spieler selbst lediglich in besagtem Pokalspiel gegen Thisted FC zum Einsatz gekommen war. Noah Sahsah hatte in der Zwischenzeit schon bei der ersten Mannschaft trainiert und dessen Cheftrainer Jacob Neestrup meinte zu hoffen, dass er den Sprung in die Profimannschaft schafft.
Am 27. September 2023 schoss er beim 9:0-Sieg im Pokalspiel bei IF Lyseng nach nur drei Spielminuten mit dem Treffer zum 1:0 sein erstes Pflichtspieltor für die erste Mannschaft, zog sich allerdings einen Monat später beim 3:2-Sieg im Gruppenspiel in der UEFA Youth League gegen den FC Bayern München, wo er zwei Tore schoss, bei seinem Torjubel beim zweiten Treffer eine Knieverletzung zu.

### Nationalmannschaft
Noah Sahsah ist Nachwuchsnationalspieler Dänemarks und vertrat dieses skandinavische Land in den Altersklassen U16, U17 und U18.